# 하악전돌증
하악전돌증(Mandibular Prognathism, 下顎前突症)은 아래턱이 유독 길게 돌출되어 음식을 제대로 씹지 못하고 발음을 제대로 하지 못하는 등 여러 가지 고통을 수반하는 증상을 가지고 있다. 한국어로는 '주걱턱'이라고도 한다. 원인은 명확히 밝혀지지 않았으나 대표적으로 유전적 원인, 환경적 원인, 체질적 원인 등이 있다. 한국인의 경우 하악전돌증의 가계 내 유병률은 5.3%로서 유전적 성향이 매우 낮다. 한국인의 경우와 달리 유럽의 합스부르크 가문의 하악전돌증은 유전적 원인이 큰데, 연구자들은 합스부르크 가문의 하악전돌증의 유전 양상으로 상염색체 열성 유전, 상염색체 우성 유전, 다인자 유전 등 다양한 유전 양상을 제시하고 있다.